# 三木市文化会館
三木市文化会館（みきしぶんかかいかん）は、兵庫県三木市にある複合文化施設。地上2階、地下1階の施設は、大ホール（1,288席）、小ホール（537席）、ふれあいホール、展示室、和室、レストランなどで構成され、その利用の目的は、コンサート、演劇、講演などの他、カルチャー教室など多岐に渡る。

## 施設
- 大ホール（1,2階）1,288席　（固定席1,150席　可動席134席　車椅子用席4席）
※緞帳には三木の秋祭りの様子が表現されている。
- 小ホール（1,2階）　537席　（固定席 534席　車椅子用席3席）
- コミュニティホール（1階）
- リハーサル室（1階）
- 展示室（1階）
- ふれあいホール（2階）
- 第1・第2練習室（2階）
- 第1・第2和室（2階）
- レストラン（地下1階）

## 周辺施設
周辺の三木山エリアはシビックゾーンと呼ばれ、多くの公共施設が集まる。緑に囲まれ閑静な環境にあるが、コンビニなどの商業施設はない。
- 三木市役所
- 三木市消防本部
- 三木市立三木東中学校
- 三木山総合公園
- 兵庫県立三木山森林公園
- 勤労者体育センター
- 市民体育館
- 勤労青少年ホーム
- 教育センター
- 三木スケートボードパーク
- みきやま病院
- カトレア三木

## 交通機関
- 三木鉄道代替バス、みっきぃバス市役所前下車すぐ。